# La Maison des derviches
Pour les articles homonymes, voir Derviche.
La Maison des derviches (titre original : The Dervish House) est un roman de science-fiction écrit par Ian McDonald, publié pour la première fois chez  Pyr / Prometheus en 2010 et traduit en français en 2012.

## Prix
La Maison des derviches a reçu le prix British Science Fiction du meilleur roman 2010, le prix John-Wood-Campbell Memorial 2011 et le prix Planète SF des blogueurs 2013.

## Éditions
- The Dervish House, Pyr / Prometheus, 27 juillet 2010, 359 p.  (ISBN 978-1-61614-204-9)
- La Maison des derviches, Denoël, coll. « Lunes d'encre », 11 octobre 2012, trad. Jean-Pierre Pugi, 544 p.  (ISBN 978-2-207-11129-1)
- La Maison des derviches, Gallimard, coll. « Folio SF » no 515, 4 mai 2015, trad. Jean-Pierre Pugi, 704 p.  (ISBN 978-2-070-46316-9)